# Chaumont-le-Bois
Chaumont-le-Bois település Franciaországban, Côte-d’Or megyében. Lakosainak száma 79 fő (2022. január 1.). Chaumont-le-Bois Autricourt, Massingy, Vannaire, Belan-sur-Ource, Charrey-sur-Seine, Mosson és Obtrée községekkel határos.

## Népesség
A település népességének változása:
| Lakosok száma | 118  | 68   | 98   | 88   | 86   | 82   | 81   | 80   | 78   | 79   |
|               | 1968 | 1982 | 1999 | 2006 | 2012 | 2015 | 2017 | 2018 | 2020 | 2022 |